# Championnat d'Albanie de football 1936
Navigation
Championnat d'Albanie 1934 Championnat d'Albanie 1937
Le Championnat d'Albanie de football de Kategoria Superiore 1936 est la 6e édition de ce championnat.

## Classement
| Rang | Équipe              | Pts | J  | G  | N | P | Bp | Bc | Diff |
| ---- | ------------------- | --- | -- | -- | - | - | -- | -- | ---- |
| 1    | SK Tirana           | 25  | 14 | 11 | 3 | 0 | 50 | 8  | +42  |
| 2    | Vllaznia Shkodër    | 23  | 14 | 10 | 3 | 1 | 27 | 12 | +15  |
| 3    | Besa Kavajë         | 13  | 14 | 4  | 5 | 5 | 21 | 22 | -1   |
| 4    | Skënderbeu Korçë    | 11  | 12 | 4  | 3 | 5 | 16 | 18 | -2   |
| 5    | Durrësi             | 11  | 14 | 3  | 5 | 6 | 14 | 19 | -5   |
| 6    | Dragoj Pogradec     | 9   | 14 | 4  | 1 | 9 | 11 | 31 | -20  |
| 7    | Bashkimi Elbasanas  | 8   | 14 | 3  | 2 | 9 | 12 | 24 | -12  |
| 8    | Ismail Qemali Vlorë | 8   | 12 | 3  | 2 | 7 | 14 | 31 | -17  |

|  | Champion   |
|  | Relégation |

## Bilan de la saison
| Tableau d'Honneur                 |           |
| Compétition                       | Vainqueur |
| Championnat d'Albanie de football | SK Tirana |

| Promotions et relégations     |                             |
| Relégués en First Division    | aucun                       |
| Promus en Kategoria Superiore | Bardhyli Lezhë Tomori Berat |